# Épinonville
Épinonville település Franciaországban, Meuse megyében. Lakosainak száma 69 fő (2022. január 1.). Épinonville Exermont, Baulny, Charpentry, Cierges-sous-Montfaucon, Montfaucon-d’Argonne, Nantillois és Véry községekkel határos.

## Népesség
A település népességének változása:
| Lakosok száma | 136  | 113  | 100  | 80   | 67   | 69   | 72   | 77   | 78   | 69   |
|               | 1968 | 1982 | 1990 | 2006 | 2013 | 2015 | 2017 | 2019 | 2020 | 2022 |